# Jean-Baptiste Maunier
Jean-Baptiste Maunier (Brinhòla, 22 de desembre de 1990) és un cantant i actor francès. Es feu famós per la seva actuació a la pel·lícula Les Choristes.

## Biografia
És fill de Muriel i Thierry Maunier. És el més gran dels germans, en té un de petit anomenat Benjamin Maunier, nascut el 1995. Jean-Baptiste Maunier passà la seva infantesa a Sainte-Foy-lès-Lyon, i començà com solista a la coral dels Petits chanteurs de Saint-Marc, dirigida per Nicolas Porte, quan feia sisè.

## Carrera
El 2004 fou protagonista de la pel·lícula Les Choristes, de Christophe Barratier, en el paper de Pierre Morhange, juntament amb Gérard Jugnot. També interpretà la música original de la pel·lícula.
Interpretà posteriorment el Concerto per a dues veus amb Clémence Saint-Preux, una adaptació del Concerto per a una veu, compost pel compositor francès Saint-Preux, pare de Clémence.
Sortí de la coral el febrer del 2005 i participà en els concerts de Les Enfoirés a partir d'aquell mateix any. Feu el paper del jove Robert en un telefilm de quatre episodis, Le Cri, sota la direcció d'Hervé Baslé el 2006 per a France 2, i tornà amb Nicolas Duvauchelle i Clémence Poésy a Le Grand Meaulnes, de Jean-Daniel Verhaeghe.
En paral·lel, Maunier també cantà al llargmetratge Piccolo, Saxo et Compagnie. El 2007 interpretà el paper de Sid a la pel·lícula Hellphone, de James Huth. Aquell mateix any interpretà també el paper d'Octave a L'Auberge rouge, de Gérard Krawczyk, on es retrobà amb Gérard Jugnot; i més endavant el paper de Guy Môquet al curtmetratge La lettre, de François Hanss.
El 2008 Jean-Baptiste Maunier estudià al Lee Strasberg Theatre and Film Institute, una escola prestigiosa de comèdia de Nova York. El 2010 participà en un episodi de Plan Biz. El 2011 participà de nou als concerts de Les Enfoirés, que tenien el tema de Dans l'œil des Enfoirés. El 2012 participà de nou amb ells a Le bal des Enfoirés.
El 2012 aparegué al telefilm Merlin, realitzat per Stephane Kappes i a la sèrie d'humor Zak, d'Arthur Benzaquem i Denis Thibault. El 2013 participà de nou amb Les Enfoirés a La boîte à musique des Enfoirés i el 2014 repetí amb Bon anniversaire les Enfoirés.

## Discografia
- 2004: Les choristes en concert
- 2005: Concerto per a dues veus, amb Clémence Saint-Preux
- 2005: Les Choristes en concert de Nicolas Porte, solista (Concert editat en DVD)
- 2006: Piccolo, Saxo et Cie
- 2010: Mistral Gagnant
- 2014: We love Disney 2 (Le monde qui est le mien - Hèrcules)
- 2015: "Nuits Blanches"

## Filmografia

### Llargmetratges
- 2004: Les Choristes, de Christophe Barratier: Pierre Morhange
- 2006: Le Grand Meaulnes, de Jean-Daniel Verhaeghe: François Seurel
- 2007: Hellphone, de James Huth: Sid
- 2007: L'Auberge rouge, de Gérard Krawczyk: Octave
- 2011: Perfect Baby, de Wang Jing: Alex
- 2014: Le bruit d'un cœur qui tremble, de Francis Renaud: Rimbaud

### Curtmetratges
- 2007: La Lettre, de François Hanss: Guy Môquet
- 2011: Le Fourgon, de Benjamin Cappelletti: Pierre
- 2012-2013: I'm a Sharpener, de Mahdi Lepart
- 2015: "Noctambule", de Lisa Azuelos

### Telefilms
- 2006: Le Cri, d'Hervé Baslé: Jove Robert
- 2012: Merlin, de Stéphane Kappes: Cavaller Lancelot del Llac
- 2013: Mes Chers Disparus, de Stéphane Kappes: Alphonse

### Sèries d'internet
- 2011: Plan Biz, de Stanislas Graziani